# Vlag van Tiengemeten

Vlag van Tiengemeten

De vlag van Tiengemeten is de vlag van de Zuid-Hollandse eiland Tiengemeten. Het werd bij de gemeentelijke herindeling in 1984 deel van de gemeente Korendijk, maar was voor die tijd gesplitst tussen Goudswaard en Zuid-Beijerland. Sinds de herindeling van 2019 is het onderdeel van de gemeente Hoeksche Waard. In 1988 werd een vlag ontworpen: in het midden het wapenbeeld tussen twee smalle verticale gele banen en twee brede blauwe verticale banen.

## Symboliek
De tien groene en zilveren vierkantjes vertegenwoordigen de oorspronkelijke 10 gemeten. De vlaggen van Goudswaard en Zuid-Beijerland zijn geplaatst om aan te geven dat de gemeentegrens dwars over het eiland liep. De oenanthe staat voor het belangrijkste product: tarwe, dat op tien boerderijen op het eiland wordt verbouwd. De smalle gele lijnen zijn de kades die moeten worden gevormd om toekomstige overstromingen te vermijden; de blauwe strepen staan voor het Haringvliet en het Vuile Gat; de Haringvliet scheidt Tiengemeten van het eiland Overflakkee, terwijl het Vuile Gat het van de Hoeksche Waard/Beijerland scheidt.

## Verwante afbeeldingen

Het wapen van Tiengemeten
De vlag van Zuid-Beijerland
De vlag van Goudswaard

Achthuizen
· De Zilk
· Den Bommel
· Dirksland
· Dubbeldam
· Goedereede
· Gouderak
· Heerjansdam
· Herkingen
· Hoek van Holland
· Kaag
· Katwijk
· Kijkduin
· Klaaswaal
· Lekkerkerk
· Lisse
· Maasdam
· Maasland
· Melissant
· Middelharnis
· Nieuwe-Tonge
· Noordeloos
· Ooltgensplaat
· Ouddorp
· Oude-Tonge
· Rijnsburg
· Rockanje
· Scheveningen
· Sommelsdijk
· Stad aan 't Haringvliet
· Stellendam
· Tiengemeten
· Valkenburg
· Wieldrecht